# Kaittasuo
Kaittasuo är en sumpmark i Finland. Den ligger i Raumo i landskapet Satakunta, i den sydvästra delen av landet, 210 km väster om huvudstaden Helsingfors.